# 10324 Vladimirov
10324 Vladimirov è un asteroide della fascia principale. Scoperto nel 1990, presenta un'orbita caratterizzata da un semiasse maggiore pari a 2,4230505 UA e da un'eccentricità di 0,1991581, inclinata di 1,61269° rispetto all'eclittica.